# Procurados Vivos ou Mortos
Procurados Vivos ou Mortos é o segundo álbum da banda de hip-hop e rap brasileira Pavilhão 9, lançado em 1994.

## Faixas
1. "Dominando Sua Área" - 5:16
2. "Luto (Gangsta from da West Side)" - 3:12
3. "Final de Carreira" - 4:08
4. "Bodoque" - 2:29
5. "E aí!!!" - 1:19
6. "Vietnan" - 5:34
7. "Corredor" - 2:09
8. "Luto (Half Version)" - 2:39
9. "Chacina" - 3:13
10. "Apaga o Baseado" - 5:27
11. "Vietnan (Too Funk Version)" - 5:27
12. "Vietnan (G. Version)" - 5:26
13. "Vietnan (Will Die Version)" - 5:03
14. "Vietnan (Radio Edit)" - 3:44

## Pavilhão 9
- Rho$$i - MC, Samples
- Camburão - MC
- DJ Branco - DJ
- João Gordo - Vocal em "Chacina"

## Single
- Apaga o Baseado

## Curiosidades
- O video clipe da faixa "Apaga o Baseado" foi indicado como "Melhor Vídeo Clipe de Rap" pela MTV brasileira em 1996.[1]